# Louis Stokes
Louis Stokes (23 de febrero de 1925 – 18 de agosto de 2015) fue un abogado y político de Cleveland, Ohio. Formó parte de la Cámara de Representantes de Estados Unidos durante 15 períodos– representando el lado del este de Cleveland– y fue el primer congresista negro elegido en el estado de Ohio. Fue uno de los presidentes del Comité de Inteligencia de la Casa durante la Guerra Fría, encabezando el  Congressional Black Caucus y fue también el primer negro en el House Appropriations Committee.

## Primeros años
Nacido en Cleveland, Stokes y su hermano Carl B. Stokes vivieron en Outhwaite Homes. Louis asistió al Central High School y fue reclutado en el Ejército de los Estados Unidos entre 1943 y 1946. Más tarde, asistió a la Universidad Case de Western Reserve y a la Cleveland-Marshall College of Law.
Stokes comenzó a ejercer la abogacía en Cleveland en 1953. Más tarde en 1968, fue elegido miembro de la Cámara de Representantes, por el 21.º distrito de Ohio en Cleveland. Su carrera política se extendió por 30 años, retirándose en 1999.

## Vida personal
Su hija Angela es jueza en el Tribunal Municipal de Cleveland, mientras que su otra hija, Lori, es periodista para la cadena WABC-TV en Nueva York. Su hijo, Chuck, también es periodista para la cadena WXYZ-TV de Detroit, mientras que su hermano Carl, fue el primer alcalde afroestadounidense de una ciudad grande.

### Últimos tiempos
Stokes se retiró en 2012 de su puesto de Consejo Sénior en la compañía Squire, Sanders & Dempsey, con sedes en Cleveland y Washington. El 20 de julio de 2015,  se conoció que Stokes sufría de cáncer de cerebro y cáncer de pulmón. Falleció el 18 de agosto de ese año en su casa en Cleveland a los 90 años.